# Mulyorejo (Ngantang)
Mulyorejo is een bestuurslaag in het regentschap Malang van de provincie Oost-Java, Indonesië. Mulyorejo telt 4188 inwoners (volkstelling 2010).